# 濟州世界盃競技場
濟州世界盃競技場是韓國濟州島西歸浦市的足球場。

## 历史
球場可以容納35,657名觀眾。球場亦曾經作為2002年世界盃的其中一個比賽場地。現時，球場為韓國韩国职业足球联赛球隊濟州聯的主場。

## 外部連結
- World Stadiums entry

33°14′46.10″N 126°30′33.14″E / 33.2461389°N 126.5092056°E